# ماری مولر
ماری مولر (به انگلیسی: Mary Mohler) (زادهٔ ۱۷ سپتامبر ۱۹۸۴) شناگر اهل ایالات متحده آمریکا است.